# Dō (architecture)
Dō (堂) est le mot japonais pour « bâtiment ». Il est très souvent utilisé dans le bouddhisme japonais comme suffixe dans le nom des nombreux bâtiments qui constituent un complexe de temple (d'autres terminaisons existent comme -den dans butsuden par exemple). Le préfixe peut être le nom d'une divinité qui lui est associée (par exemple « Yakushi-dō », un nom habituellement traduit par « salle Yakushi ») ou exprimer la fonction du bâtiment au sein du complexe du temple (par exemple hon-dō, bâtiment principal).

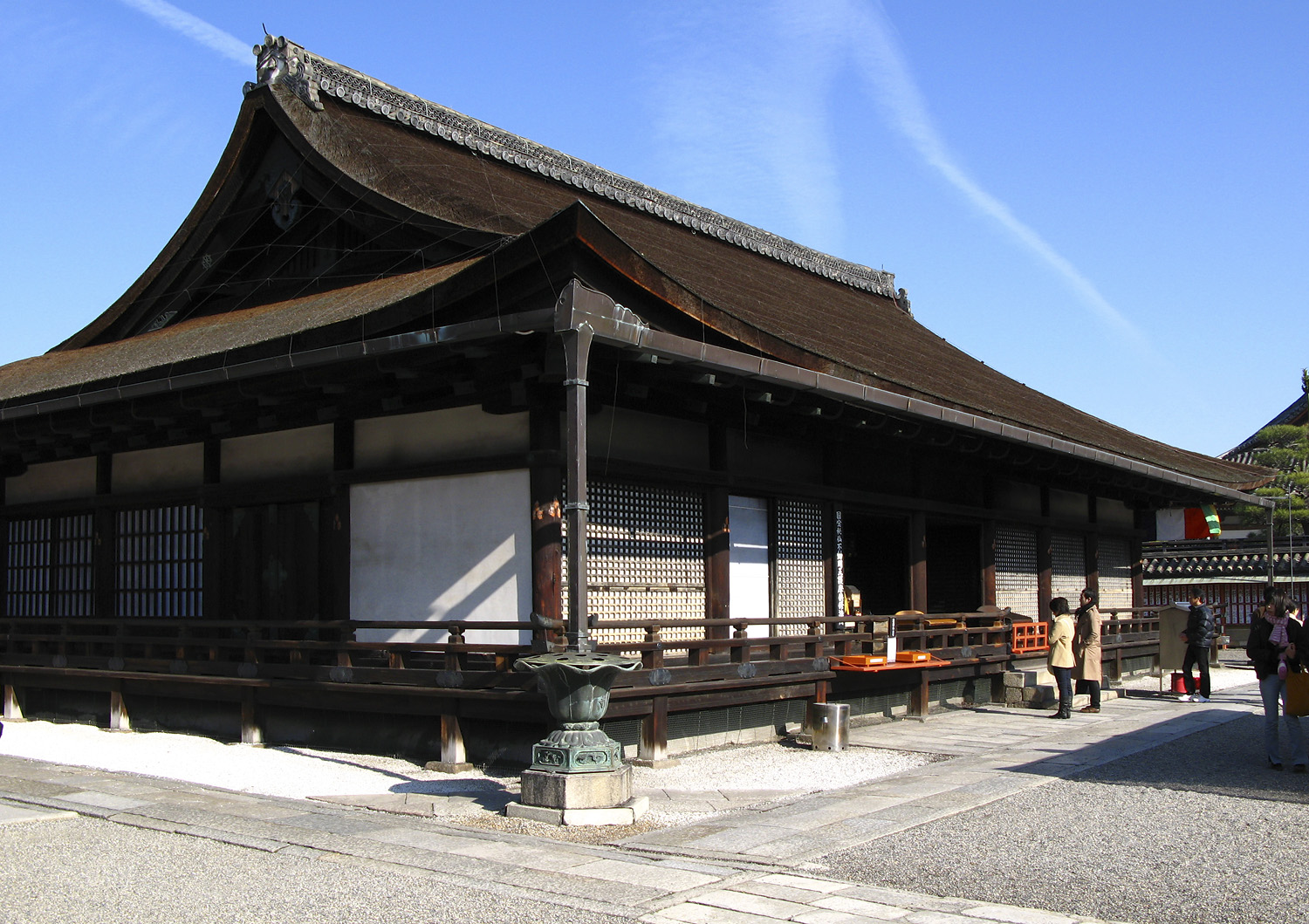
Un miei-dō.

Parmi les mots se terminant en -dō se trouvent butsu-dō, hō-dō, hon-dō, jiki-dō, kaisan-dō, kō-dō, kon-dō, kyō-dō, mandara-dō, miei-dō, mi-dō, sō-dō, « Yakushi-dō » et zen-dō ; sauf exception, par exemple, les mots hondō, hokke-dō et kon-dō, termes qui n'indiquent pas une structure particulière.
Le suffixe est parfois utilisé aussi dans un contexte laïque, comme dans le mot shokudō (食堂, lit. « bâtiment des aliments »).
La taille d'un dō se mesure en ken, qui est l'intervalle entre deux piliers d'un bâtiment de style traditionnel. Un kon-dō par exemple fait 9 × 7 ken. Le mot est généralement traduit par « baie » et se comprend plus comme indication des proportions que comme unité de mesure.

## Types
- Amida-dō (阿弥陀堂) : bâtiment dans lequel est consacrée une statue d'Amida[2].
- Daishi-dō (大師堂, lit. « salle du grand maître ») : bâtiment dédié à Kōbō Daishi (Shingon) ou Dengyō Daishi (Tendai)[2].
- Hattō* (法堂, lit. « salle du Dharma ») : bâtiment destiné à des conférences données par le prêtre en chef sur les Écritures du bouddhisme (le hō)[3].
- hō-dō (法堂) : voir hattō.
- Hokke-dō* (法華堂, lit. « salle du Sûtra du Lotus ») : dans le bouddhisme Tendai, salle dont la disposition permet la marche autour d'une statue pour la méditation[2]. Le but de la marche est de se concentrer sur le Sūtra du Lotus et de chercher la voir de l'ultime vérité[2].
- Hon-dō* (本堂, lit. « bâtiment principal ») : bâtiment qui abrite les statues et les objets de culte les plus importants[2]. Le terme est supposé avoir évolué pour éviter que le mot kon-dō ne soit utilisé par les six sectes de Nara (le Nanto Rokushū)[2] pour leurs bâtiments principaux. Structurellement semblable, mais à l'intérieur moins strictement défini.
- Jiki-dō* (食堂) : réfectoire du monastère[2].
- Kaisan-dō (開山堂) : salle du fondateur, habituellement dans un temple zen. Bâtiment consacrant une statue, un portrait ou une tablette en souvenir du fondateur soit du temple ou de la secte à laquelle il appartient. Les temples de la secte Jodo l'appellent souvent miei-dō[2].
- Kō-dō* (講堂) : salle de conférence d'un garan non zen[3].
- Kon-dō* (金堂, lit. « salle dorée ») :  principal bâtiment d'un garan dans laquelle sont conservés les objets du culte[2]. Contrairement à un butsuden, c'est un vrai bâtiment de deux étages (bien que le second étage puisse parfois être absent), qui mesure 9 × 7 baies[2].
- Kyō-dō (経堂) : voir kyōzō.
- Kyōzō (経蔵, lit. « dépôt des Écritures ») : reposoir des sūtras et des livres relatifs à l'histoire du temple[2]. Également appelé kyō–dō.
- Mandara-dō (曼荼羅堂, lit. « salle des mandalas ») : le nom est actuellement utilisé uniquement pour la grande salle de Taimadera à Nara[2].
- Miei-dō* (御影堂, lit. « salle de l'image ») : bâtiment dans lequel est conservée une image du fondateur du temple, équivalent au kaisan-dō d'une secte zen[2].
- Mi-dō (御堂) : terme générique honorifique pour un bâtiment dans lequel est consacrée une statue sacrée[2].
- Rokkaku-dō (六角堂) : temple hexagonal. Un exemple de ce type de structure donne son surnom au Chōhō-ji de Tokyo, plus connu sous le nom de Rokkaku-dō.
- Shaka-dō (釈迦堂, lit. « salle Shakyamuni) : bâtiment dans lequel est consacrée une statue de Bouddha[2].
- Sō-dō* (僧堂, lit. « salle des moines ») : bâtiment consacré à la pratique du zazen[3]. Il servait à toutes sortes d'activités, du manger au coucher, centrées sur le zazen.
- Soshi-dō (祖師堂, lit. « salle des patriarches ») : bâtiment destiné aux soshi, professeurs et prêtres les plus importants[2].
- Yakushi-dō* (薬師堂) : bâtiment dans lequel est consacrée une statue de Bhaisajyaguru Yakushi Nyorai[2].
- Zen-dō* (禅堂, lit. « salle du zen[2] ») : bâtiment où les moines pratiquent le zazen et l'une des principales structures d'un garan zen[2].